# Seno sagital inferior
El seno sagital inferior (también conocido como seno longitudinal inferior), dentro de la cabeza humana, es un área debajo del cerebro que permite que la sangre drene hacia afuera, posteriormente, desde el centro de la cabeza. Drena (desde el centro del cerebro) hacia el seno recto (en la parte posterior de la cabeza), que conecta con los senos transversales. Ver diagrama (a la derecha): etiquetado en el cerebro como "SIN. SAGITTALIS INF." (en latín: sinus sagittalis inferior).
El seno sagital inferior recorre el borde inferior del falx cerebri, superior al cuerpo calloso.
Recibe la sangre de los aspectos profundo y medial de los hemisferios cerebrales y drena en el seno recto.

## Imágenes adicionales

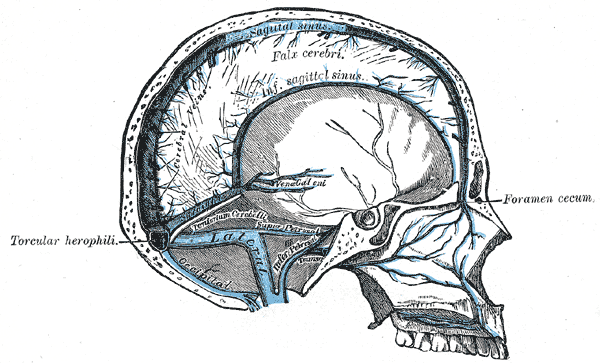
Sección sagital del cráneo, mostrando los senos de la duramadre.
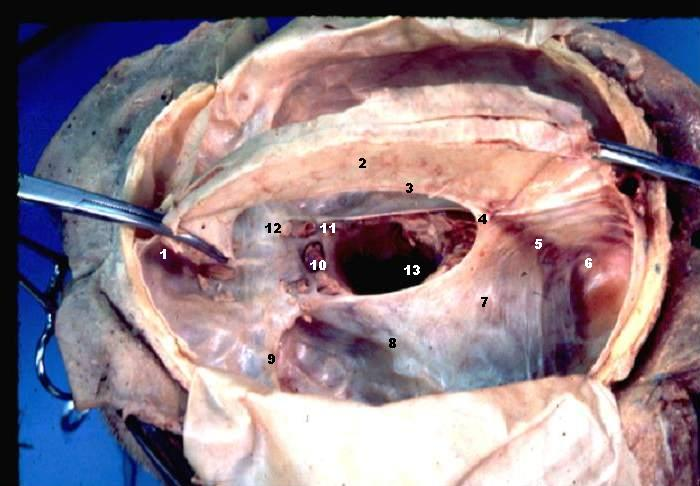
Duramadre del cerebro humano (extensiones )